# مارتن فيرنون
مارتن فيرنون (4 يوليو 1951 في المملكة المتحدة - ) (بالإنجليزية: Martin Vernon)‏ هو لاعب كريكت بريطاني. لعب مع نادي مقاطعة ميدلسكس للكريكت ‏ ونادي مقاطعة غلوستر للكريكت ‏.

## وصلات خارجية
- مارتن فيرنون على موقع إي آس بي آن كريك إنفو (الإنجليزية)